# Skażenie chemiczne
Skażenie chemiczne – zanieczyszczenie powietrza, wody, gleby, ciała ludzkiego, przedmiotów itp. substancjami szkodliwymi dla ludzi.
Skażenie może być spowodowane celowo na przykład poprzez stosowanie bojowych środków trujących, przypadkiem – na skutek katastrofy lub być stałym, niezamierzonym efektem niektórych procesów przemysłowych, rolniczych, transportowych i innych.
Skażenie usuwa się metodami fizycznymi lub chemicznymi.
Najczęstszą przyczyną uwolnień niebezpiecznych środków chemicznych są:
- awarie i katastrofy w obiektach przemysłowych
- wypadki cystern
- rozszczelnienia rurociągów przemysłowych
- katastrofy morskich tankowców.